# Usine Tréfimétaux de Dives-sur-Mer
L'usine Tréfimétaux est une partie subsistante d'une ancienne usine métallurgique située à Dives-sur-Mer, dans le département français du Calvados.
L'usine, installée en 1891, « [change] profondément la physionomie de la cité et [marque] son histoire d'une empreinte indélébile ». L'activité s'est maintenue jusqu'en 1986. Les bâtiments sont détruits, sauf l'édifice de bureaux et le beffroi, inscrits comme monument historique en 2007 et considérés désormais comme « historique et emblématique de l’histoire ouvrière de la ville ». 
L'ensemble a fait l'objet d'une vaste restauration au début des années 2020, abritant après la vaste réhabilitation achevée en juin 2023 l'école de musique intercommunale ainsi que le Centre national des arts de la marionnette.

## Localisation
Le monument est situé dans le département français du Calvados, à Dives-sur-Mer à l'entrée du complexe désormais dénommé Port-Guillaume. À l'époque de l'usine, l'édifice est situé à l'entrée du complexe industriel.

## Historique

### Un site emblématique de l'histoire de la métallurgie dans le Calvados

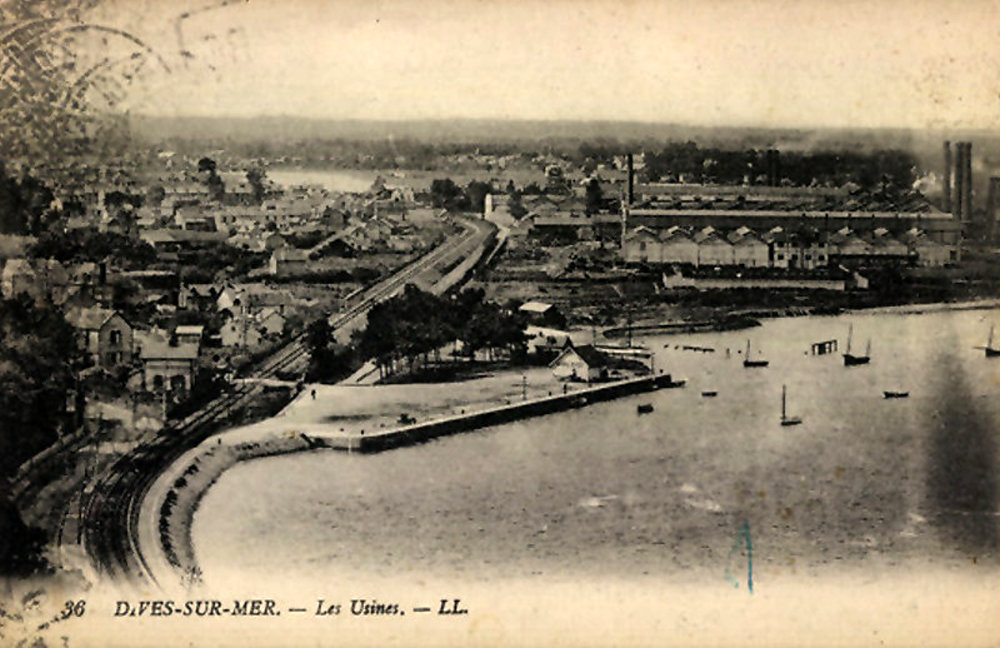
Vue générale des usines au début du XXe siècle.

#### Eugène Secrétan avant 1890

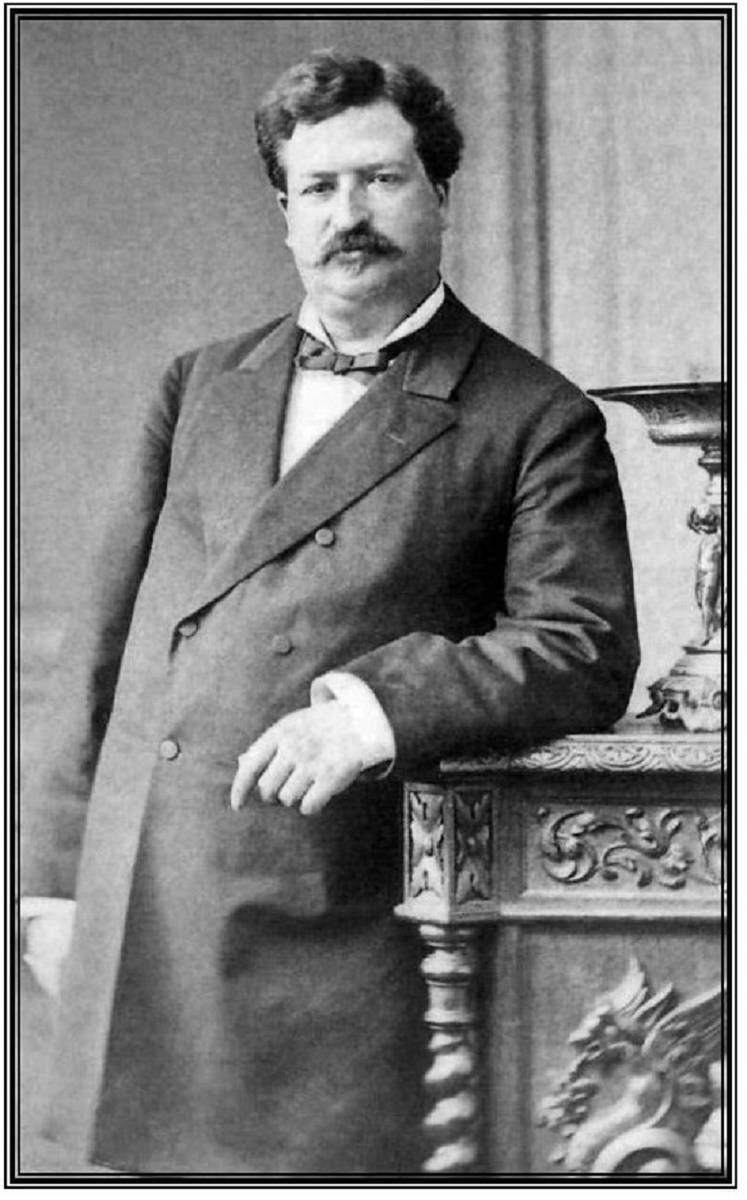
Portrait de Pierre-Eugène Secrétan dans les années 1880.

La volonté de construire des usines en dehors des sites urbains avait comme objectif de limiter les concentrations de populations ouvrières.
Le futur site de l'usine dénommé « Les Salines », composé de marais et de sable, est vendu par la propriétaire à des investisseurs en 1870, puis revendu à la commune qui procède à une nouvelle transaction en faveur d'Eugène Secrétan.
L'usine est créée en 1891 par Pierre-Eugène Secrétan (1836-1899). Autodidacte, il dirige la Société industrielle et commerciale des métaux qui s'occupe de plomb, cuivre et étain et est composée de six sites pour un total de 3 000 ouvriers. Ruiné par une spéculation en 1889 dont il est rendu responsable, il décide de se relancer. En 1874 il fournit en cuivre la cartoucherie de Jules Gévelot et en 1878 il donne plusieurs dizaines de tonnes de cuivre à Auguste Bartholdi lors de la réalisation de la Statue de la Liberté. Il acquiert des usines et des quantités de cuivre importantes, la spéculation entraînant un krach dit « des métaux ». Condamné à six mois de prison, il sort six semaines après, mais perd ses biens, propriétés et collection d'art.

#### Nouveau projet et choix d'installation à Dives
Il s'associe avec des partenaires anglais, dont l'ingénieur Elmore, de Leeds, pour produire des éléments de cuivre, des tubes de cuivre, selon un procédé nouveau, par électrolyse au lieu du procédé de galvanoplastie qui donnait des résultats médiocres. L'entreprise Elmore's French Patent Copper Depositing Cy limited est fondée et Secrétan en est le directeur.
Pour la nouvelle activité les entrepreneurs ont besoin d'un site proche d'Angleterre d'où sont issus le métal brut et également le combustible, le charbon. Secrétan hésite entre Trouville et Dives.
Pierre Secrétan achète 25 hectares au sud de l'estuaire de la Dives, 1 franc le mètre carré, le prix modique, la proximité d'un port et d'une voie ferrée ayant emporté sa décision. La municipalité était intéressée par l'installation, la commune n'ayant pas intéressé d'investisseurs dans le domaine balnéaire du fait d'un cordon littoral insuffisant, se trouve alors dans une situation économique complexe ; en effet la ville et son port végètent. Le site est localisé dans une zone humide et un canal parallèle à la rivière contribue à l'asséchement.
La ligne de chemin de fer de Dives à Mézidon, permettant le lien avec la ligne Paris-Caen-Cherbourg, existe dès 1879.
Les travaux débutent en 1891. Les bâtiments comportent les cuves d'électrolyse, un atelier d'étirage, une fonderie, outre une centrale thermique à charbon qui est acheminé finalement par train du fait du tonnage trop faible du port. Les aménagements du port resteront sans suite, du fait de l'envasement et de l'ensablement de l'estuaire.
La production est de qualité du fait des méthodes utilisées. Sortent de l'usine des feuilles de cuivre, des barres et des tubes.

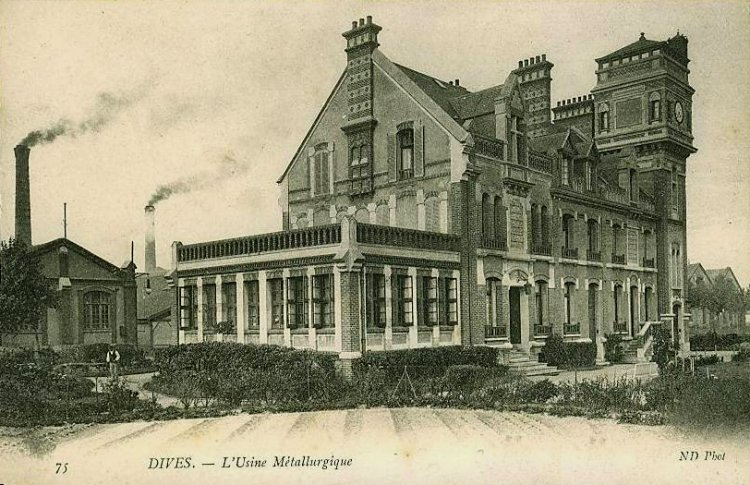
L'usine Tréfimetaux sur une carte postale de la fin du XIX ou du début du XX.

#### Transformation de la petite ville
La transformation de Dives en cité industrielle et ouvrière est une « anomalie (...) sur cette côte vouée à la villégiature et aux bains de mer ».
Outre les ateliers et les bureaux, dont le beffroi, le complexe comprend des bâtiments d'habitation destinés au personnel (ouvriers, contremaîtres) et au propriétaire. L'entreprise comporte une centrale thermique fonctionnant à la houille parvenant sur place par le port de Trouville puis le rail, la ligne Lisieux-Mézidon. L'installation de l'entreprise dénote dans un contexte voué au tourisme balnéaire depuis le Second Empire, en particulier Cabourg et Houlgate.
La production industrielle débute en mars 1892 avec environ 30 tonnes par mois, mais la première société n'ayant pas assez de capitaux et l'augmentation du capital du printemps 1892 échouant, elle est liquidée dès 1893 et remplacée par une autre société dirigée par le même Secrétan et française, la « société française d'électro-métallurgie ». 

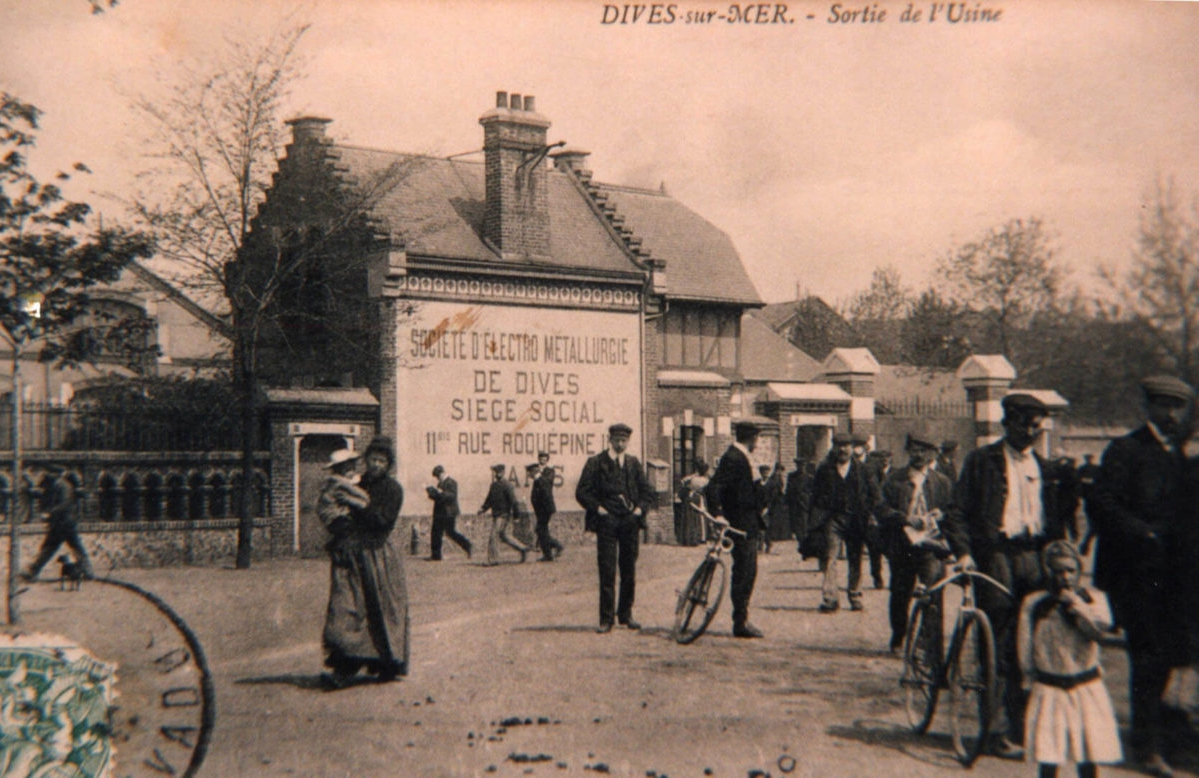
Sortie de l'usine vers 1910.

L'usine qui accueille environ 300 ouvriers se voit dotée d'une première cité ouvrière au sud-ouest, comprenant une trentaine de maisons et des réfectoires. Le paternalisme est pratiqué. Le logement est un problème dans la ville du fait d'une trop faible capacité d'accueil. En 1896 des logements destinés aux agents de maîtrise sont édifiés ainsi qu'une nouvelle cité ouvrière d'une trentaine de logements, Nouméa, bientôt détruite du fait de la croissance des ateliers. En 1897 une centaine de logements est édifiée, puis encore 120 en 1900, un peu plus loin de l'usine. Aux intersections des rues sont édifiées des maisons de contremaîtres. Il n'y aura jamais plus de 270 logements, et la carence en logements aboutit à des solutions palliatives dont la transformation en logements des réfectoires. Les problèmes de logement génèrent sous-location et déplacements car de nombreux ouvriers vivent hors de la ville. Les cités ne comportent ni trottoirs, ni système d'égoût ou d'eau courante, avec une pompe destinée à une cinquantaine de logements. Les familles nombreuses et les tailles des maisons généraient une promiscuité. En 1913 un programme de 400 logements localisés à l'ouest de la ville est lancé, avec un effort qualitatif même si les bâtiments abritent quatre familles.
La ville est séparée de l'usine pendant quelques années, le canal de dessèchement et des champs les séparant. La municipalité s'inquiète des changements profonds occasionnés par la croissance de l'usine, la querelle se cristallisant autour des charges relevant de l'une ou l'autre, dont les dépenses d'éducation qui augmentent fortement. Même si les recettes de la commune ont augmenté, les flux financiers vont plutôt vers l'enseignement libre que les écoles laïques. La voirie, l'alimentation en eau ou les eaux usées du secteur des cités ouvrières sont négligées tant par la municipalité que par l'usine. L'eau doit être prise au puits et le lige doit être lavé à proximité du canal. Le canal devient un égoût à ciel ouvert, source d'infections ainsi une épidémie de diphérie en 1904 ou de dysenterie en 1921.

##### Croissance démographique

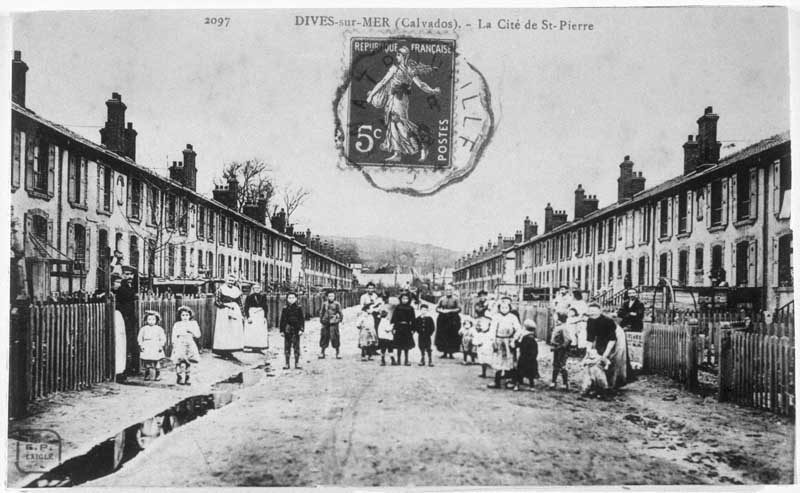
La cité Saint-Pierre sur une carte postale ancienne.

La construction du complexe industriel entraîne une croissance démographique très rapide de la commune. De 1 097 habitants en 1886, puis 1 400 en 1891, puis 3 000 en 1905, la population passe en une vingtaine d'années à environ 4 000 habitants. L'usine construit de nombreux logements pour le personnel. Le personnel, d'abord issu de la localité et des journaliers agricoles pour les missions les moins qualifiées, et les rôles les plus qualifiés sont confiés à des personnes issues de régions davantage industrialisées. 
Avec de longues journées et un travail difficile, l'entreprise a du mal à fidéliser ses ouvriers, avec des départs d'un agent sur deux en quelques années ; elle décide donc d'employer des personnes issues de contrées plus lointaines. En 1911 deux tiers des ouvriers viennent de Basse-Normandie, 14% de  Haute Normandie et Bretagne, 20% des autres départements. Les personnes sont essentiellement des hommes jeunes, et il y a peu de travail pour les femmes. En outre des ouvriers viennent de l'étranger : Maroc, Russie, Pologne, Italie, Algérie, Portugal. Au tout début les Marocains sont affectés aux constructions des bâtiments et à la pose de pieux dans le sable. Ils sont logés dans une cité localisée dans l'usine, Nouméa, avec également une mosquée. Les Polonais sont allés en Normandie jusqu'aux mines de Soumont et à Colombelles. Les infractions relevées par l'inspection du travail de 1895 à 1909 ne concernent que trois fois Dives, avec cependant des motifs graves car il s'agit de dépassements des horaires de travail et de non-respect des repos pour les ouvriers de moins de 18 ans.
Nombreuses pendant la première guerre mondiale, les femmes sont minoritaires à la fin de 1978.
Des années 1890 à la veille de la première guerre mondiale l'effectif passe de 300 à 1 200 ouvriers. L'effectif des ouvriers atteint 1 500, logés dans des cités ouvrières bâties à proximité. L'effectif passe à 2 000 en 1917 puis 1 800 dans les années 1930.
L'usine passe de 1,5 ha à 5 ha.
Les cités ouvrières sont bâties de 1891 à 1914, les plus anciennes ayant disparu. Il s'agissait de maisons jumelles pourvues d'un jardin. Les cités sont localisées en face de la cité historique avec comme frontière un canal d'assèchement. Outre le fait de s'attacher la main d’œuvre, les cités offrent un « logement décent aux ouvriers » avec cave, jardin et espace habitable. De nouvelles cités sont bâties au sud, les cités blanches et les cités rouges.

### Histoire des entreprises, histoire de la population

#### 1891-1914

Plan de l'usine et des trois cités ouvrières en 1955.

Plusieurs sociétés se succèdent à partir de 1891. En 1893 est fondée la société française d'électro-métallurgie (SFEM), remplacée par la société d'électro-métallurgie de Dives en 1901. L'entreprise grandit avec l'ajout de laminoirs et de tréfilerie. Entre 1894 et 1899 la production passe de 1 300 tonnes à 5 500 tonnes, les clients sont alors nombreux (ministère de la Guerre, ministère de la Marine, Forges du Creusot, chemin de fer, Chantiers de la Méditerranée). Le fondateur de l'usine meurt le 11 mars 1899 et ses gendres lui succèdent.
En 1900, l'usine étend son activité au laiton et la même année, un buste en laiton du fondateur de l'usine d'après Bartholdi est installé devant les bâtiments sur un socle de granit. Placé devant le beffroi, il est installé devant les bureaux en 1927, actuelle médiathèque.
Une spéculation, puis une hausse du charbon et une baisse des cours du cuivre mettent l'entreprise en difficulté, les actions baissant fortement. L'entreprise produit pour l'industrie d'armement avec l'installation d'une douillerie en 1906.
En 1909, l'usine produit de l'étain. Un appontement est aménagé à l'embouchure de la Dives, qui fait passer le trafic du port de 1 000 tonnes en 1909 à 13 000 tonnes en 1911, le port étant bientôt ensablé.
Un grave incendie a lieu dans l'entreprise en 1903, puis un nouveau sinistre touche 10 000 m2 en mars 1913. Ce dernier sinistre occasionne 10 millions de francs de dégâts avec une reconstruction de la centrale et des ateliers d'étirage et électrolyse. En 1910 un quai sur la Dives permet de recevoir des livraisons par voie maritime. En 1912 l'entreprise est pionnière en France pour la production de duralumin, alliage d'aluminium et de cuivre,.
Le cuivre parvient à l'usine par bateau du Havre puis par voie ferrée. Le minerai provient du Chili et du Pérou, et les déchets suite à l'électrolyse sont jetés à la Dives.
La productivité augmente fortement, passant de 5 500 tonnes en 1899 à 13 500 tonnes en 1911, à effectifs à peu près constants. L'essentiel de cette progression passe par des cadences plus élevées et des horaires de travail plus importants, comme le souligne une visite d'inspection du travail en 1906. En 1914, l'usine divaise « est la plus importante du Calvados ».

#### 1914-1929
De 1912 à 1930 ce sont des « années d'euphorie ». Avant 1910, l'entreprise produit du laiton et de l'étain, puis plomb, aluminium et fer. Le cuivre brut et le charbon proviennent de Grande-Bretagne.
Les bénéfices nets quadruplent entre 1912 et 1917 et restent « corrects » après la Première Guerre mondiale. L'usine produit jusqu'à 400 000 douilles de 75 par mois, la main d’œuvre se féminisant. En 1917 l'usine accueille 2147 ouvriers.
Après un syndicat qui existe de 1904 au mouvement social de 1906, une section CGT est créée après la première guerre mondiale avec 600 à 800 membres.
En 1926 des fours électriques sont installés et en 1929 les ateliers sont agrandis ainsi que la centrale thermique, consommant mensuellement 800 tonnes de charbon. Avant la crise de 1929 l'usine est « une affaire prospère et prudemment gérée ».

#### Grande dépression - 1944
La crise des années 1930 touche la France avec un peu de retard et se matérialise par un effondrement des cours du cuivre. La société d'électro-métallurgie de Dives est dissoute le 26 octobre 1933.
En 1933 une fusion entraîne la création de la Compagnie générale d'électro-métallurgie qui gère aussi les sites de Rai et Tillières-sur-Avre. Les ouvriers polonais et originaires d'Afrique du Nord sont licenciés. 500 postes sont supprimés. Une marche de chômeurs sur Caen est organisée en janvier 1934.
Il y a une importante grève en 1936 qui débute le 4 juin. Le mouvement de grève débute pour le Calvados à Dives dont l'usine est occupée pendant six jours.
L'usine accroît sa production à la suite des menaces de guerre des années 1930. Avec la guerre, les membres du personnel sont en majorité licenciés et les machines sont démontées et envoyées en Allemagne. L'installation électrique avait été sabotée avant le départ des troupes françaises. Les ouvriers sont transférés à Tillières-sur-Avre pour contribuer à l'effort de guerre nazi, l'usine de Dives contribuant pour sa part à la production de pièces détachées.
En 1944 l'usine est bombardée par l'aviation alliée du fait de la présence de casemates allemandes. Dives est cependant moins détruite que d'autres villes de la région. L'usine redémarre avec 500 ouvriers durant l'été 1945.
En 1943 la Compagnie générale d'électro-métallurgie fusionne avec l'Aluminium français et la Société du Duralumin et prend le nom de CEGEDUR, Compagnie générale du Duralumin et du cuivre, complexe gérant 8 usines, 5 000 ouvriers dont 1 400 à Dives en 1952. L'effectif employé à Dives était passé de 1 566 en 1930 et 1 242 en 1934. Après le second conflit mondial, l'effectif employé passe de 500 à 1500 en 1947 puis chute à 1226 en 1953.

Données économiques
Production (1894-1911).
Bénéfices nets (1894-1925)
Entrées et sorties des marchandises du port de Dives (1872 -1939).

#### Mouvements sociaux
L'usine connaît des mouvements de grève en 1906, 1936 et 1968.
Le mouvement social de 1906 débute le 26 avril dans un atelier de laminage. 600 ouvriers accompagnés de leur famille défilent dans la ville. L'usine est fermée le 1er mai. 228 ouvriers sont licenciés dont une cinquantaine habitant dans les cités.

### Le temps du déclin et la réhabilitation d'un marqueur du territoire

#### années 1950 et 1960
L'entreprise ne compte que 900 ouvriers dans les années 1950 et 1960. L'usine est reprise par le groupe Péchiney-Ugine-Kuhlmann sous le nom de Tréfimétaux. L'entreprise tente de se diversifier dans les années 1950 avec une production plastique en 1956. En 1963 l'usine produit 70% du laminage de cuivre dans le pays. Vers 1960 l'usine emploie environ 2 000 ouvriers.
En 1953 , la commune élit un maire communiste, André Lenormand, résistant et déporté, et atteint 6 000 habitants en 1962. André Lenormand est élu conseiller général puis député ; Francis Giffard lui succède en 1984.
Avec la fusion Cegedur et Tréfimétaux la production divaise concerne les laminés et les tubes. La production de plastique est envoyée à Nevers.
Entre 1959 à 1971 le nombre d'accidents de travail oscille entre 154 et 203 par an. L'amiante est largement utilisée dans l'usine, et une centaine d'anciens salariés décède après la fermeture de 1986. Un Collectif des victimes de l'amiante de Tréfimétaux est créée en 2001.
La ligne de chemin de fer Mézidon-Dives ferme en 1969 et le transport de marchandises se fait par route.

#### années 1970 et 1980

Répartition des emplois en 1982 (un an avant l'annonce de la fermeture).

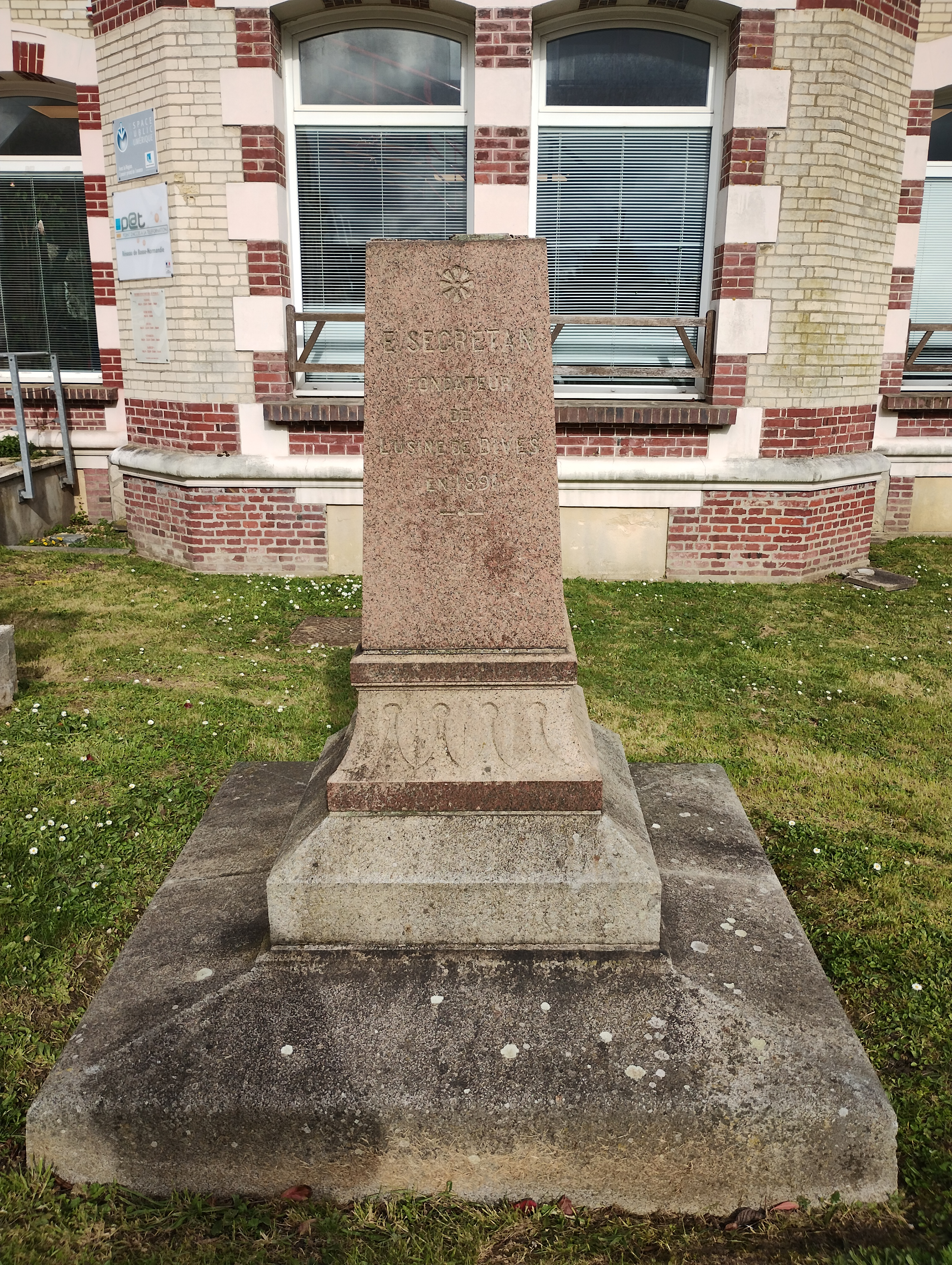
Socle ayant porté le buste de Pierre-Eugène Secrétan et subsistant devant l'actuelle médiathèque de la ville, face au beffroi.

Un nouveau laminoir est installé en 1975 (ou 1981) et la production est en repli en dépit d'investissements. Un nouveau système de laminage est encore installé en 1979 puis de nouveaux investissements ont lieu l'année suivante.
L'usine ferme en 1986, fermeture annoncée en juillet 1983 alors qu'elle emploie encore 930 ouvriers. Après une opération ville morte en novembre 1983, l'usine est occupée en mars 1984, occupation qui se termine après intervention des CRS. Le buste de Secrétan est conservé dans le local de la CGT pendant deux mois.
Elle est détruite en 1990. Les ateliers sont détruits en 1989. Le bâtiment du beffroi est abandonné. 
Un port de plaisance est construit sur la friche industrielle de 25 ha, Port-Guillaume, inauguré le 15 juin 1991 ainsi qu'un secteur résidentiel comportant 1 100 logements. La fermeture de l'usine entraîne une diversification des activités dans la ville.

#### Le site après l'usine: une longue réhabilitation

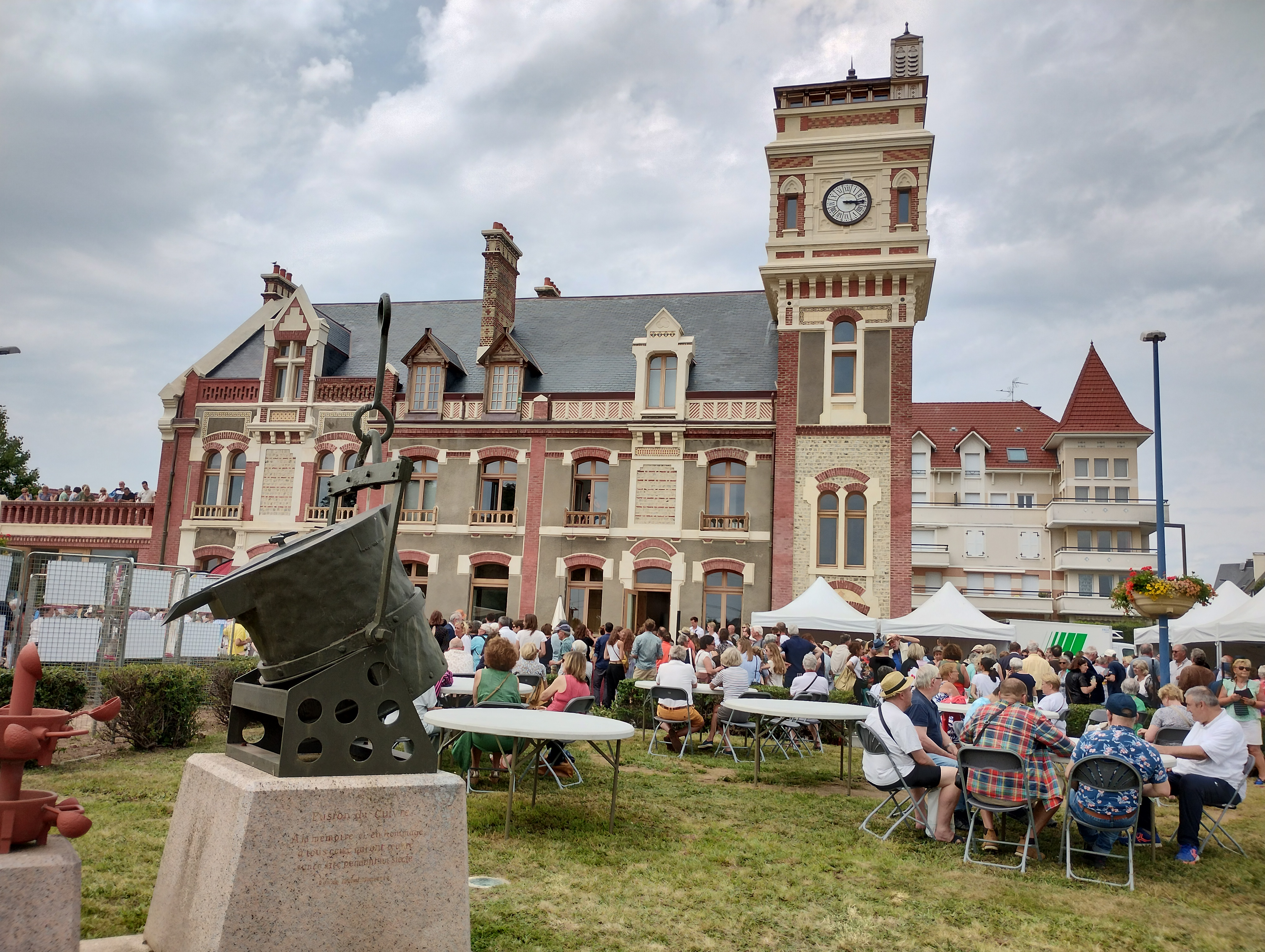
Inauguration du beffroi 17 juin 2023.

Après la destruction de l'essentiel des bâtiments, un nouveau quartier est bâti ainsi qu'un port, Port-Guillaume. Le port de plaisance occupe 5 ha et également de l'habitat permanent et secondaire ainsi qu'un secteur commercial.
Seul le bâtiment possédant le beffroi est conservé, avec un projet de réhabilitation longtemps discuté. Les grands bureaux deviennent la médiathèque de la ville en 2003. Les cités ouvrières sont également conservées en grande majorité.
L'usine est inscrite comme monument historique depuis le 4 octobre 2007, en particulier ses façades et ses toitures.
Le projet de réhabilitation devait être bouclé en 2016, avec une mise en œuvre des marchés publics en 2017 et un début des travaux sur 2017-2018. Le lieu devient un lieu culturel accueillant le Centre régional des arts de la marionnette et une école de musique,. Le beffroi est finalement inauguré le 17 juin 2023. Un aménagement de l'espace longeant la voie ferrée est prévu.

Données économiques
Profit brut avant impôts (1971-1981).
Effectifs (1971-1982).
Restructuration de juillet 1983.

## Architecture et symbolisme

### Architecture

#### Le beffroi
L'édifice du beffroi est bâti en moellons, en briques et pierres et silex. La toiture est en ardoise. Il accueille les bureaux et le logement du directeur. Un dispensaire s'installe dans le secteur dévolu au directeur en 1927. Les bureaux sont déplacés par la suite et le secteur transformé en « hôtel de l'usine ».
Les horloges sont en céramique et ont fait l'objet d'une restauration soignée réalisée par une entreprise de Lisieux. Les murs intérieurs étaient recouverts de palissandre.
Il appartient au style éclectique. Le beffroi mesure environ 16 m de haut, « lieu de pouvoir », il domine l'usine et l'habitat ouvrier situé à proximité, tout en signalant son autonomie par rapport à l'église et au siège de la municipalité.
L'édifice comporte trois niveaux de 250 m2 et un sous-sol. Si les murs sont en bon état, l'intérieur de l'édifice est à refaire en 2016.

Vue en 2011
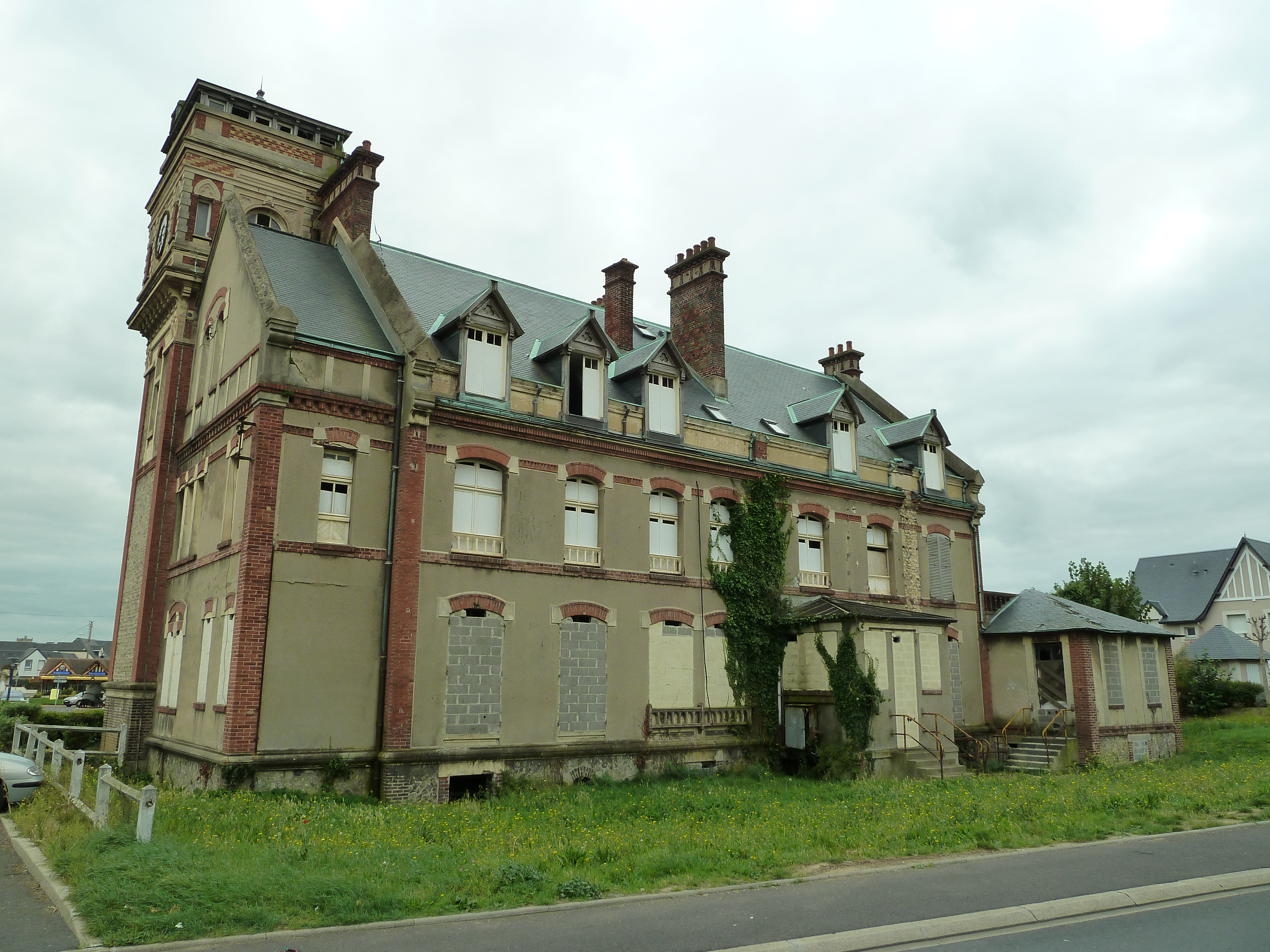
Autre vue générale en 2011.
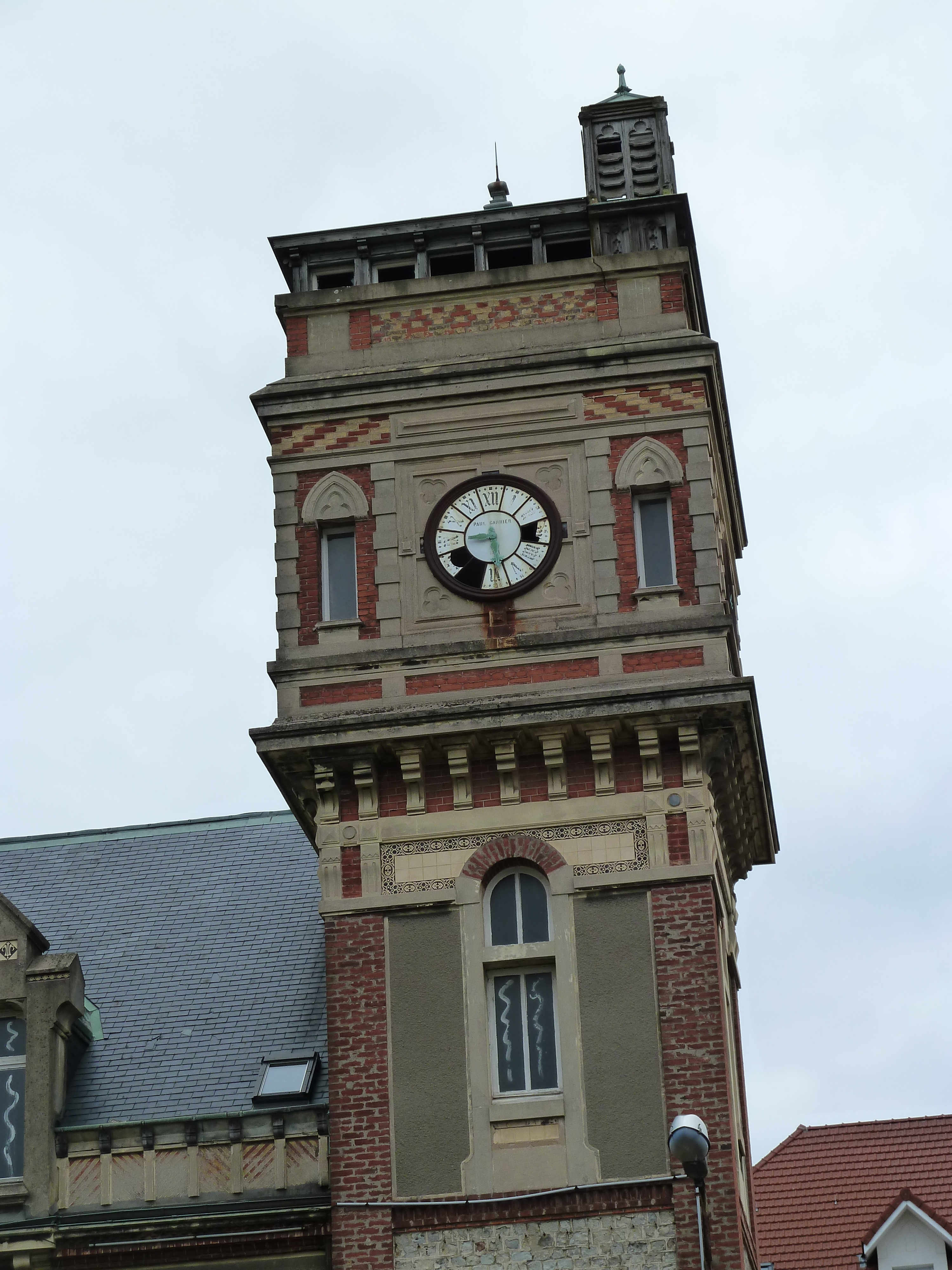
Le beffroi en 2011.
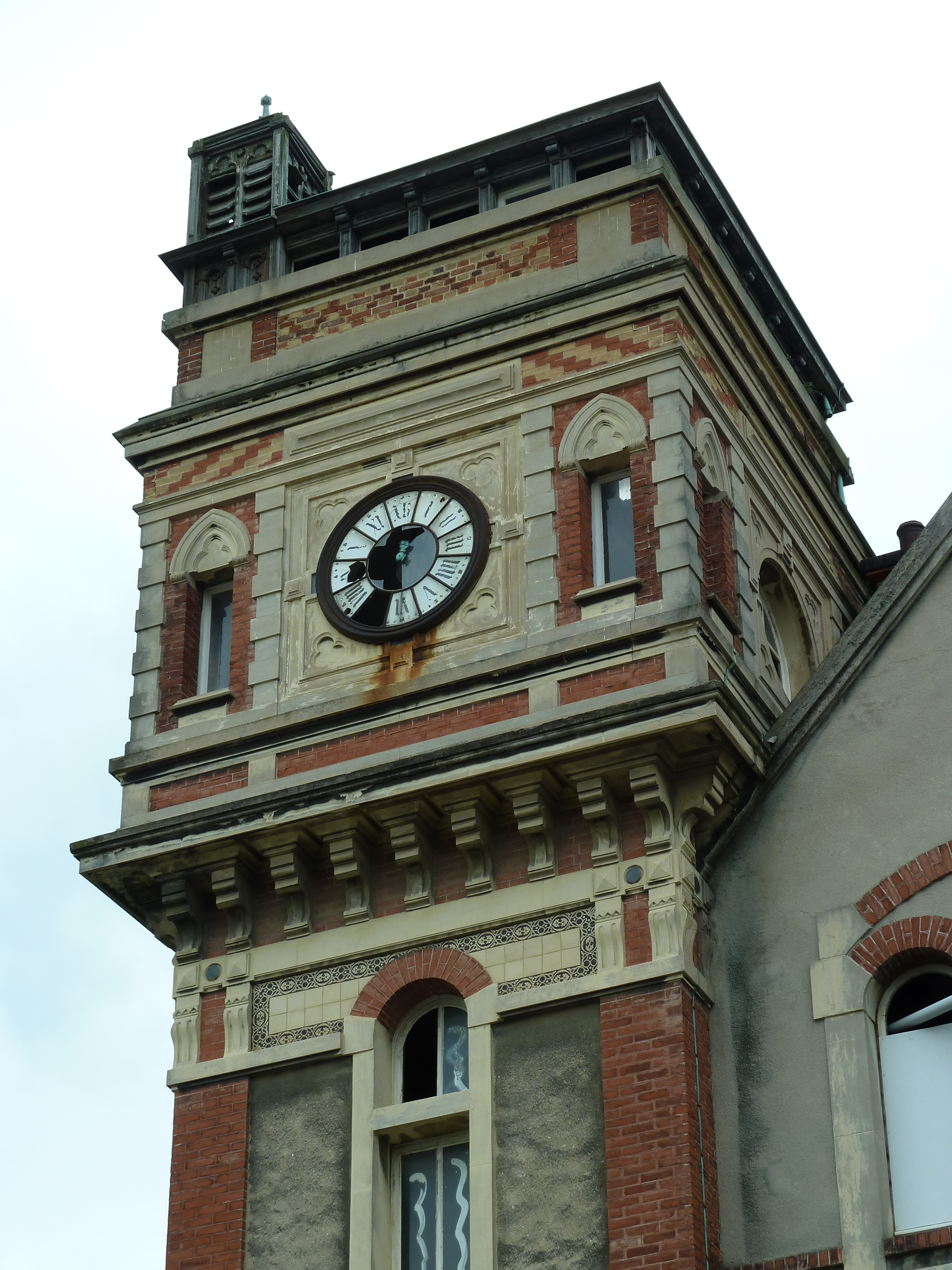
Détail du beffroi en 2011.
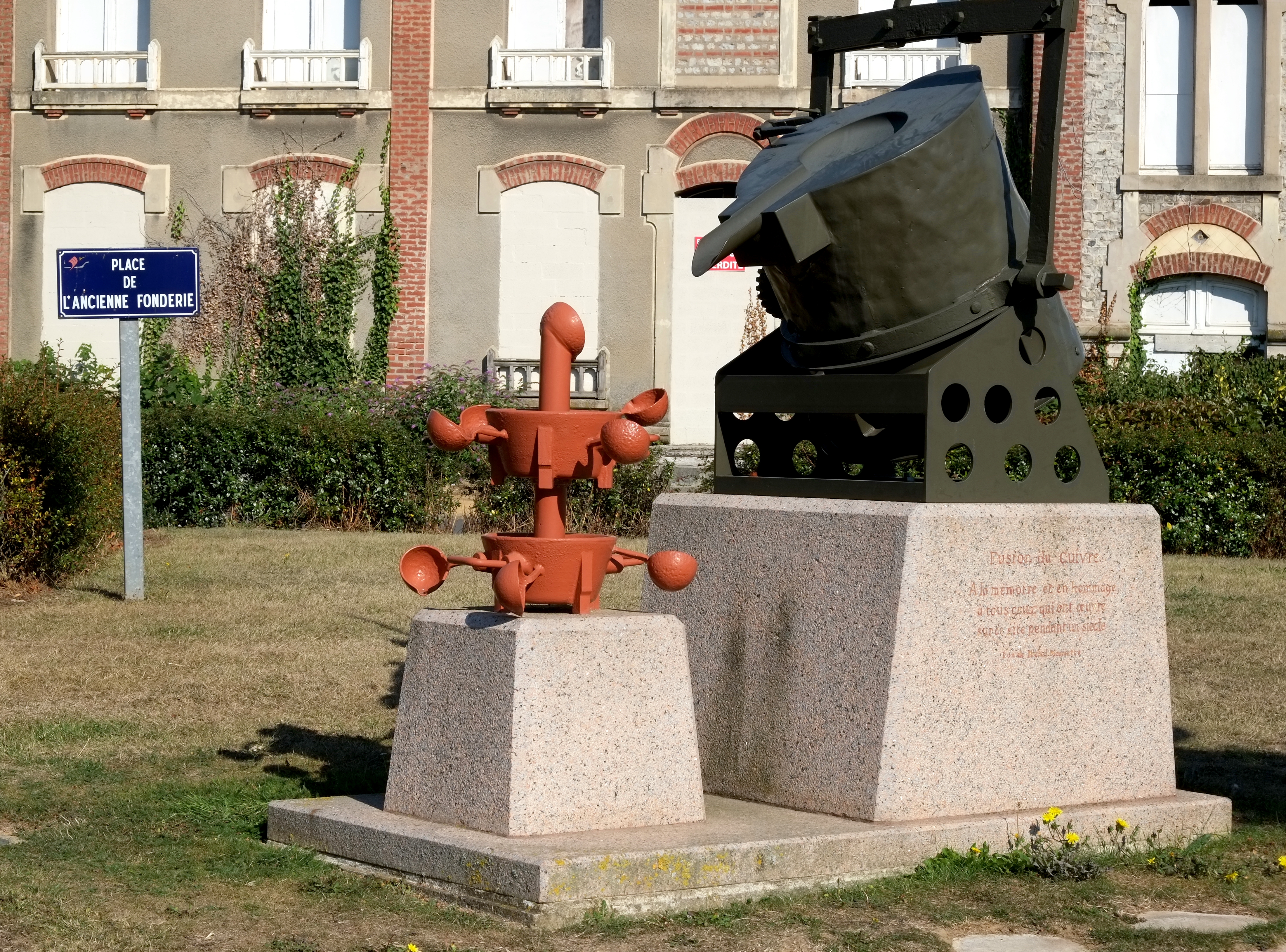
Monument devant l'usine.

#### Les cités
Les cités ouvrières restent un élément patrimonial important dans la ville. Les ouvriers pouvaient bénéficier du logement mais une retenue était réalisée sur leur paye.
La première cité située au nord de la voie ferrée n'existe plus, bâtie en 1891-1897 elle a été détruite en 1989. Une première cité appelée Nouméa est vite détruite. Les cités du XIXe siècle proches de la Dives ont été détruites en 1989.

### Symbolisme
Le beffroi des grands bureaux est le « symbole d'un nouveau pouvoir qui s'affirme face à la mairie ou à l'église » selon Jean Quellien.